# Pablo Melgar
Pablo Sebastián Melgar Torino (né le 14 janvier 1980 à Guatemala City au Guatemala) est un footballeur international guatémaltèque, qui joue au poste de défenseur.

## Biographie

### Carrière en sélection
Avec l'équipe du Guatemala, il joue 54 matchs (pour un but inscrit) entre 2002 et 2007.
Il figure notamment dans le groupe des sélectionnés lors des Gold Cup de 2002, de 2005 et de 2007.

## Palmarès
- Champion du Guatemala en 2004 (A), 2005 (C), 2005 (A), 2006 (C), 2006 (A) et 2008 (C) avec le Deportivo Municipal